# Alte Harmonie (Heilbronn)

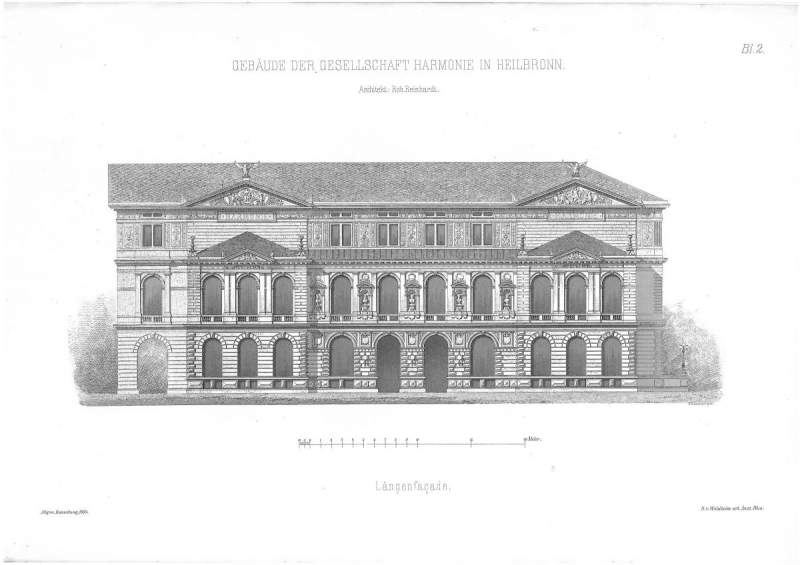
Alte Harmonie, Fassade

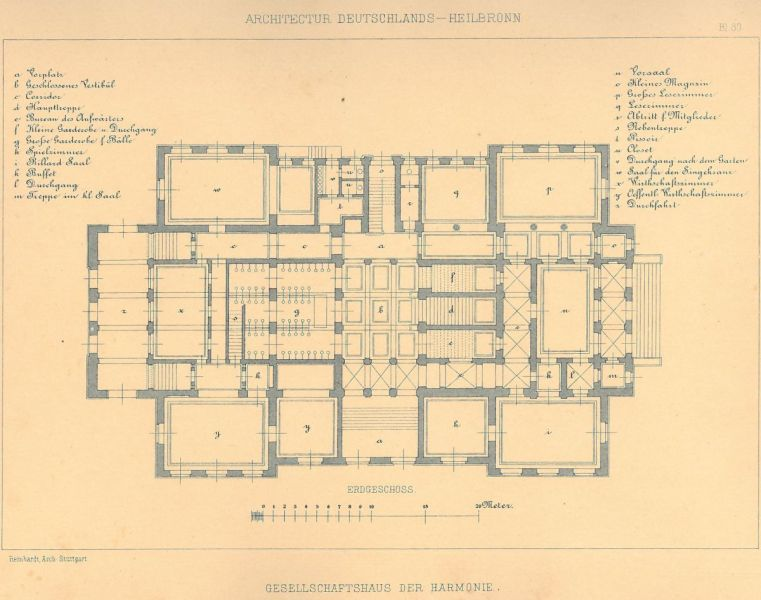
Alte Harmonie, Erdgeschoss

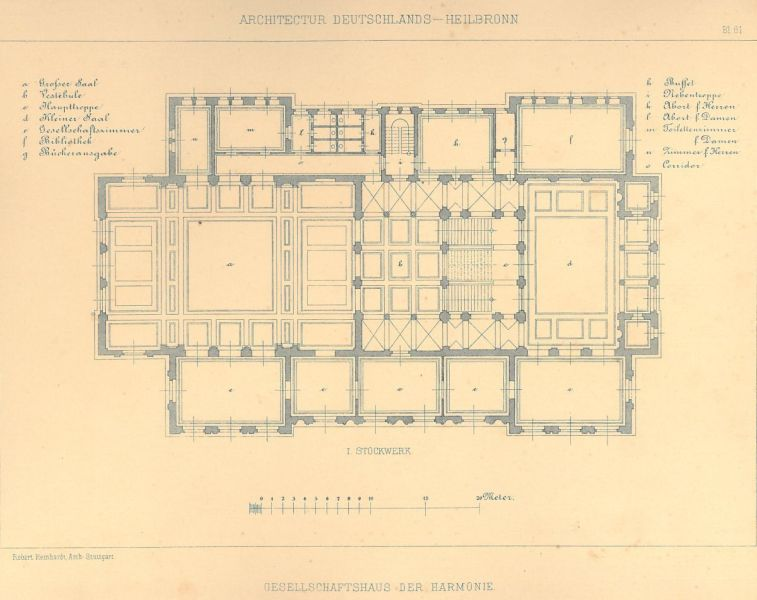
Alte Harmonie, Obergeschoss

Die Harmonie war ein Gesellschaftshaus mit Festhalle an der Allee 32. Es zählte zu den Prachtbauten an der Heilbronner Allee und war eine repräsentative Festhalle für die bessere Gesellschaft der Stadt Heilbronn in der Zeit vor dem Zweiten Weltkrieg. Nach der Zerstörung des Gebäudes im Krieg wurde an seiner Stelle eine von Kurt Marohn entworfene neue Harmonie errichtet.

## Geschichte

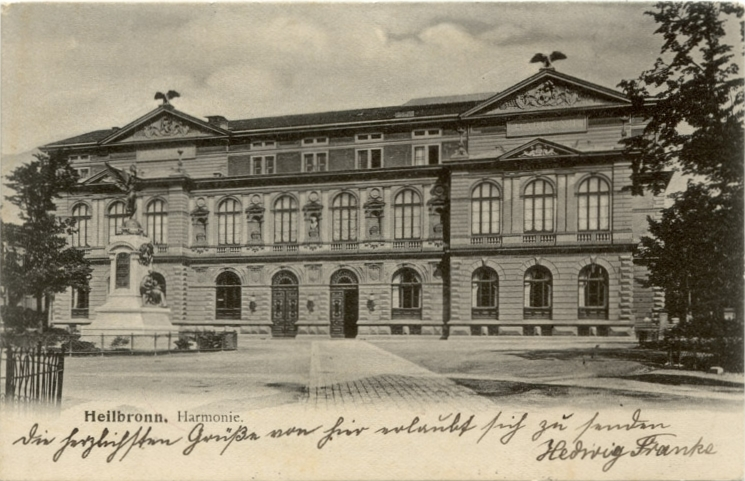
Das Harmoniegebäude von 1876 auf einer Postkarte von 1905

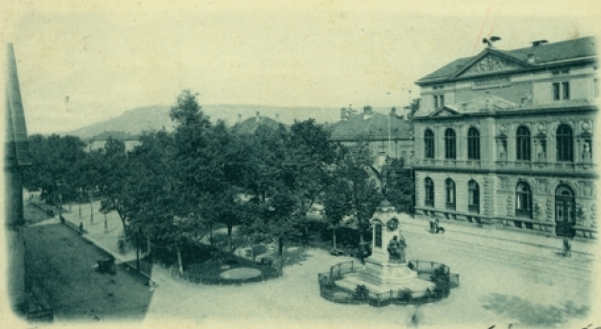
Harmonie um 1895

Die 1814 in Heilbronn gegründete Harmonie-Gesellschaft ließ 1876 bis 1878 ein Gesellschaftshaus mit Festhalle, die Alte Harmonie, nach Plänen von Robert von Reinhardt an der Allee Nr. 32 erbauen. Die Westfassade des symmetrisch (massiv in Quadersteinen) gebauten Hauses war in einen zweigeschossigen Vorbau mit zwei Risaliten und einen dreistöckigen Hauptbau (ebenfalls mit zwei Risaliten) gegliedert.

### Zweigeschossiger Vorbau mit zwei Risaliten
Das zehnachsige Erdgeschoss des zweigeschossigen Vorbaus war in einen vierachsigen Mittelteil und zwei dreiachsige Risalite unterteilt.
Vorbau-Mittelteil – Erdgeschosshöhe
Im vierachsigen Vorbau-Mittelteil wurden die beiden Rundbogentüren und die zwei Fenster jeweils auf der rechten und linken Seite mit einer Eckquaderung bzw. Ecklisenen, bestehend aus kleinen und großen, gleichmäßig bearbeiteten Buckelquadern geschmückt. Auf beiden Seiten der Fenster- und Türrundbögen befanden sich großflächige, mit einem starken Profil gerahmte Kartuschen.
Vorbau-Risalit – Erdgeschosshöhe
In jedem der beiden dreiachsigen Vorbau-Risalite waren auf Erdgeschosshöhe drei Rundbogenfenster. Hier war jedoch eine Eckquaderung ausschließlich auf die Ecken des Risalits und nicht auf die Seiten der Türen und Fenster verwendet worden. Die Fenster der Vorbau-Risalite waren lediglich mit einem Diamantquader als Schlussstein im Fenstersturz geschmückt worden.
Vorbau-Mittelteil – Obergeschosshöhe
In den vier Rundbogenfenstern des ersten Obergeschosses im Vorbau-Mittelteil waren einzelne, in der Mitte unterbrochene Balustraden angebracht worden. Die Fenster zeigten eine kräftige, profilierte Laibung. Diese Laibung hatte die Form schmaler Pilaster mit Kapitell, worauf der mit einem dominanten, hervortretenden Schlussstein geschmückte Rundbogen ruhte. Im Obergeschoss im Mittelteil des Vorbaus waren auf beiden Seiten der Fenster schmale Pilaster zu sehen, die Konchien flankierten. Die halbrundförmigen Mauernischen waren selbst wieder von Pilastern flankiert und trugen jeweils einen dreieckigen Ziergiebel. Oberhalb der Dreiecksgiebel waren Reliefs angebracht worden, die Lorbeerkränze zeigten. Jede dieser Nischen war für eine Büste reserviert, in einer befand sich die Büste von Wolfgang Amadeus Mozart.
Vorbau-Risalit – Obergeschosshöhe
Die drei Rundbogenfenster des ersten Obergeschosses in den beiden Vorbau-Risaliten zeigten ebenso eine kräftige, profilierte Laibung, welche die Form schmaler Pilaster mit Kapitell hatte. Das mittlere der drei Fenster wurde zusätzlich auf beiden Seiten mit zwei breiten Pilastern flankiert, auf denen ein Architrav mit Dreiecksgiebel ruhte. Der Dreiecksgiebel war wie der Giebel der griechischen Tempel gemacht. Während im Architrav das Baujahr des Gebäudes in römischen Ziffern zu sehen war, wurde der Tympanon des Giebelchens mit einem Relief geschmückt, das eine Allegorie auf die musischen Künste war.

### Dreistöckiger Hauptbau mit zwei Risaliten
Hauptbau-Mittelteil – Ober- und Dachgeschosshöhe
Zwischen den beiden Seitenrisaliten des Hauptbaus waren an der Fassade Zwillingsfenster sowohl im dritten Ober- als auch im Dachgeschoss zu sehen.
Hauptbau-Risalit – Ober- und Dachgeschosshöhe
Der dreistöckige Hauptbau zeigt ebenso wie der zweistöckige Vorbau zwei Seitenrisalite. Diese zeigen als oberen Abschluss einen Architrav und einen Dreiecksgiebel wie die der griechischen Tempel. Der Architrav bei beiden Seitenrisaliten des dreistöckigen Hauptbaus zeigte eine Inschrift Harmonie. Die oberhalb des Architravs befindlichen Tempelgiebel zeigten im Tympanon mythologische Bilder als Hochrelief. Der First der Tempelgiebel zeigte als Dachschmuck einen Adler, der seine Flügel ausbreitete.